# Afonso de Paiva

Este mapa muestra la ruta de los exploradores Pêro da Covilhã y Afonso de Paiva; el trazado verde indica el camino realizado juntos; el naranja, el camino seguido por el primero; el azul el recorrido por el segundo. También se muestra la ruta marítima a la India, recorrida pocos años más tarde por Vasco da Gama.

Afonso Paiva (Castelo Branco ca. 1460 - algún lugar de Etiopía, en 1490 o 1491) fue un  explorador portugués al servicio del rey Juan II que le envió en 1487 como acompañante de Pêro da Covilhã a un viaje de incógnito a Oriente para recoger información sobre las rutas comerciales. Afonso murió de peste en algún lugar de Etiopía, apenas dos años y medio después de comenzar la expedición, sin lograr hacer llegar informes sobre sus avances. Pêro da Covilhã tuvo más suerte y completó el cometido, aunque tampoco regresó nunca más a Portugal.

## Biografía
Afonso de Paiva nació en Castelo Branco, hijo de familia honrada. Heredó el puesto de escribano de sisas  en su comarca natal, y escribano real de la comunidad hebraica, una actividad que lo puso en contacto con mucha gente de  Levante  y le permitió conocer el hebreo y el árabe, que había aprendido a hablar con los comerciantes de Ceuta. Participó en la batalla de Toro con las tropas de Alfonso V de Portugal, al lado del infante D. João, que reconoció sus méritos de buen escudero. Por confiar en él, fue escogido en 1487 por D. João, ya entonces rey de Portugal, como acompañante de Pêro da Covilhã, que entre otras experiencias, había realizado dos expediciones a Berbería y conocía las costumbres y el habla de los árabes, en un viaje en busca de información del reino del Preste Juan y sobre la ruta comercial a la India.
El 7 de mayo de 1487 estos dos expedicionarios partieron a caballo de Santarém (donde estaba la Corte), bien provistos de dinero y con las indicaciones de los cosmógrafos de la Corte sobre el itinerario a seguir: Lisboa, Valencia y Barcelona, donde llegaron el 14 de junio. Desde aquí un barco los llevó en diez días a Nápoles, y, desde allí, a las islas griegas en otros diez días. Desembarcaron en la isla de Rodas, que pertenecía a la Orden de los Caballeros de San Juan de Jerusalén, reposando en casa de unos frailes portugueses.
Rodas fue la última tierra cristiana que pisarían. Desde allí se dirigieron a Alejandría, en Egipto, la tierra de infieles, donde adquirieron algunas mercaderías para hacer eficaz su disfraz de comerciantes. Pronto enfermaron con las llamadas fiebres del Nilo, estando ambos casi al borde de la muerte. El Naib, lugarteniente del Sultán, incautó sus mercancías, dándolos por muertos y sin descendencia. Recuperados ambos, el Naib les restauró el valor de las mercancías. A partir de aquí trataron de seguir la ruta de las especias, pero en dirección contraria: rumbo a la ciudad portuaria mediterránea de Rosetta a caballo y de allí, en barco, hasta El Cairo. Luego se unieron a una caravana que, atravesando el desierto por la ribera oriental del mar Rojo, iba a cruzar Arabia, hacia la ciudad de Adén, a las puertas del océano Índico. Pasaron por Suez, la ciudad de El Tor, el desierto de la península del Sinaí, y las importantes ciudades de Medina y La Meca, la ciudad santa del Islam, donde tuvieron que hacer penitencia y orar al profeta Mahoma para mantener el disfraz.
Llegaron a Adén en el año 1488, donde se separaron, quedando emplazados para reunirse nuevamente en El Cairo, cerca de la entrada a la ciudadela durante la tarde de uno de los primeros noventa días de 1491. Afonso de Paiva se dirigió a Etiopía en busca del Preste Juan y Pêro da Covilhã partió rumbo a la India.
Afonso de Paiva nunca llegó a terminar su misión. Murió antes de que Pêro da Covilhã regresase a El Cairo, después de más de un año de haber viajado a la India y otros países de Oriente. Volteando después la costa africana, había alcanzado Sofala, desde donde, por Adén y El Tor, emprendió el viaje de regreso. El 30 de enero de 1491, Pêro da Covilhã se dirigió a las puertas de la ciudadela de El Cairo, según lo acordado, y en lugar de Afonso de Paiva, encontró al rabino Abraham (rabino de Beja) y a otro judío portugués, José de Lamego, que le informaron de que Alfonso de Paiva había muerto a principios de ese mes de peste, sin ser capaz de contar sus viajes y aventuras. Pêro da Covilhã decidió seguir el viaje y buscar él noticias sobre el reino del Preste Juan, donde acabó viviendo el resto de sus días. Nunca regresó a Portugal.